# Pontifício Instituto de Música Sacra

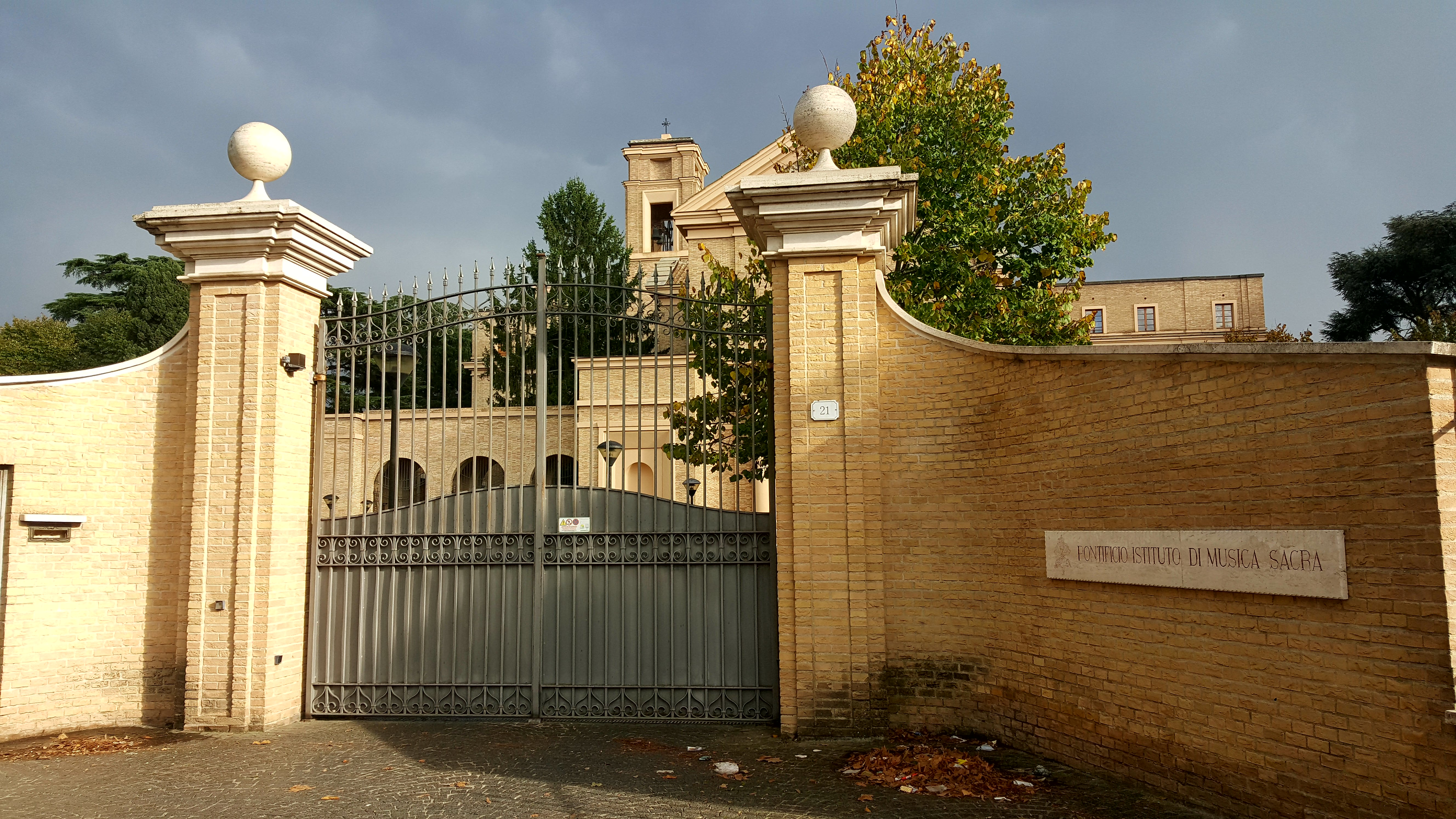
Entrada do Instituto

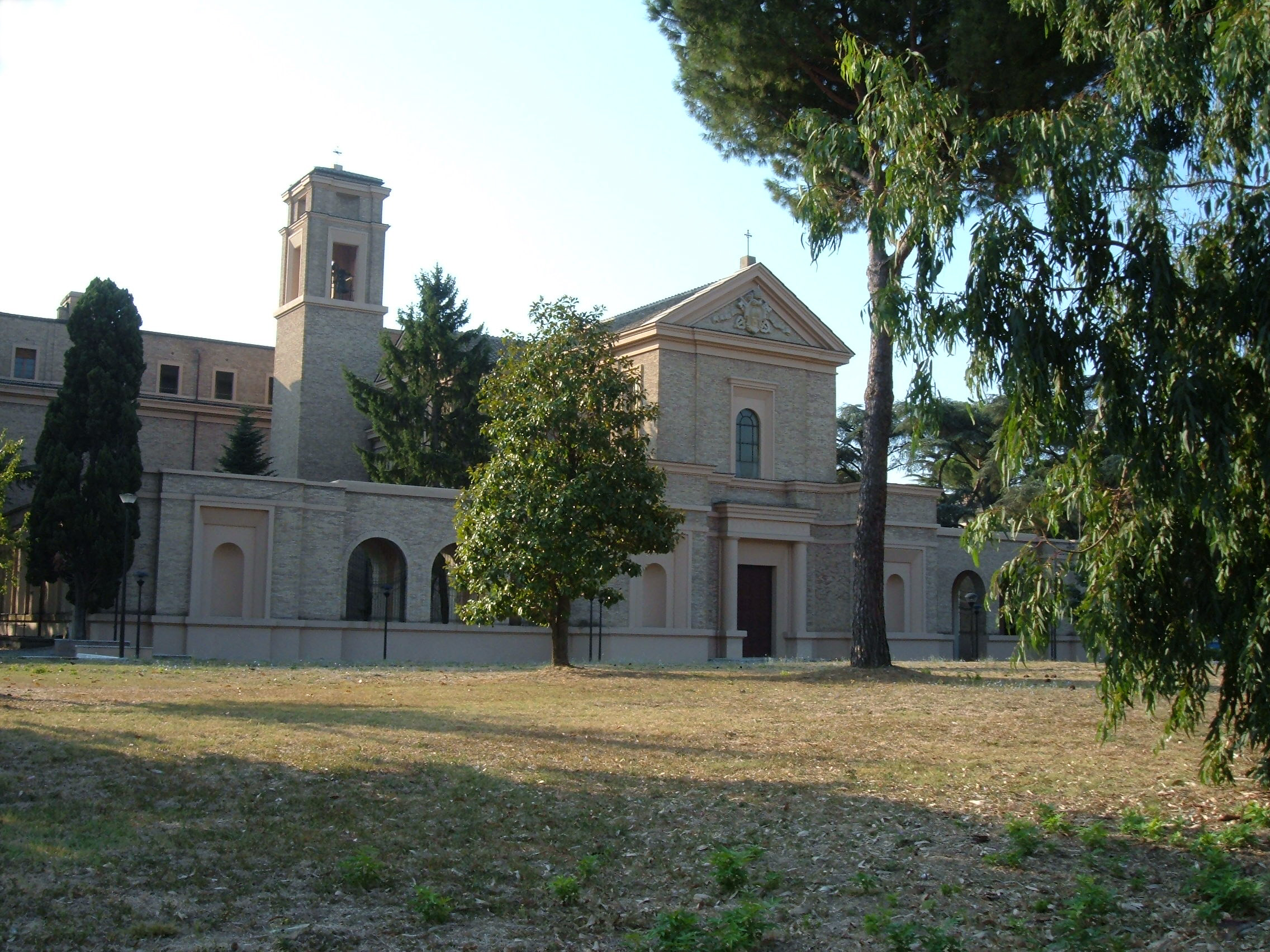
Sede do Instituto

O Pontifício Instituto de Música Sacra (em latim, Pontificium Institutum Musicae Sacrae) é um órgão da Cúria Romana, e instituição acadêmica e científica localizada em Roma, e ligado à Santa Sé.

## História
O Instituto foi fundado pelo Papa Pio X em 1910, com o objetivo de restaurar e reformar a música sacra conforme seu surgimento na Igreja primitiva, bem como restaurar os princípios e as normas transmitidos pela antiguidade e reorganiza-las segundo as exigências dos tempos modernos. O Instituto foi fundado com a denominação de Pontifícia Escola Superior de Música Sacra, vindo a ser renomeado em 1931 e decorrência da publicação do constituição apostólica Deus scientiarum Dominus.
O Pontifício Instituto de Música Sacra de Roma, na qualidade de instituição acadêmica e científica ereta pela Sé Apostólica goza de personalidade jurídica própria e se fundamenta sobre as normas do direito canónico, sobre os estatutos próprios aprovados pela Santa Sé e sobre as normas aprovadas pelo Conselho Académico; por faculdade da Sé Apostólica, confere os graus académicos de Bacharelado, Licenciatura, Doutorado e Master.

## Finalidade
O Instituto visa as seguintes finalidades: ensinar as disciplinas litúrgico-musicais sob o perfil prático, teórico e histórico; promover o conhecimento e a difusão do património tradicional da música sacra e favorecer as expressões artísticas adequadas às culturas hodiernas. O Instituto cumpre o seu mandato através do ensino das disciplinas curriculares, pesquisa e análise histórico-estética, publicação de obras musicais e científicas, execução em contextos concertístico e litúrgico de composições musicais, com o objectivo de difundir o repertório do passado e do presente.
O Instituto promove, também, o desenvolvimento de centros de estudo sobre a música sacra tanto a nível acadêmico (Universidades, Escolas superiores) como a nível pastoral (Escolas diocesanas), assim como na organização de convênios de estudo e cursos de especialização e de aperfeiçoamento.

## Cursos oferecidos
Entre as matérias de música lecionadas no Instituto estão o canto gregoriano, órganon, órgão, musicologia, composição musical e regência coral. Para dar suporte aos alunos e professores, o Instituto conta com uma biblioteca com mais de 32.000 livros, revistas e discos; e também documentos históricos, como um antifonário franciscano do século XIII.